# Poniente de Granada

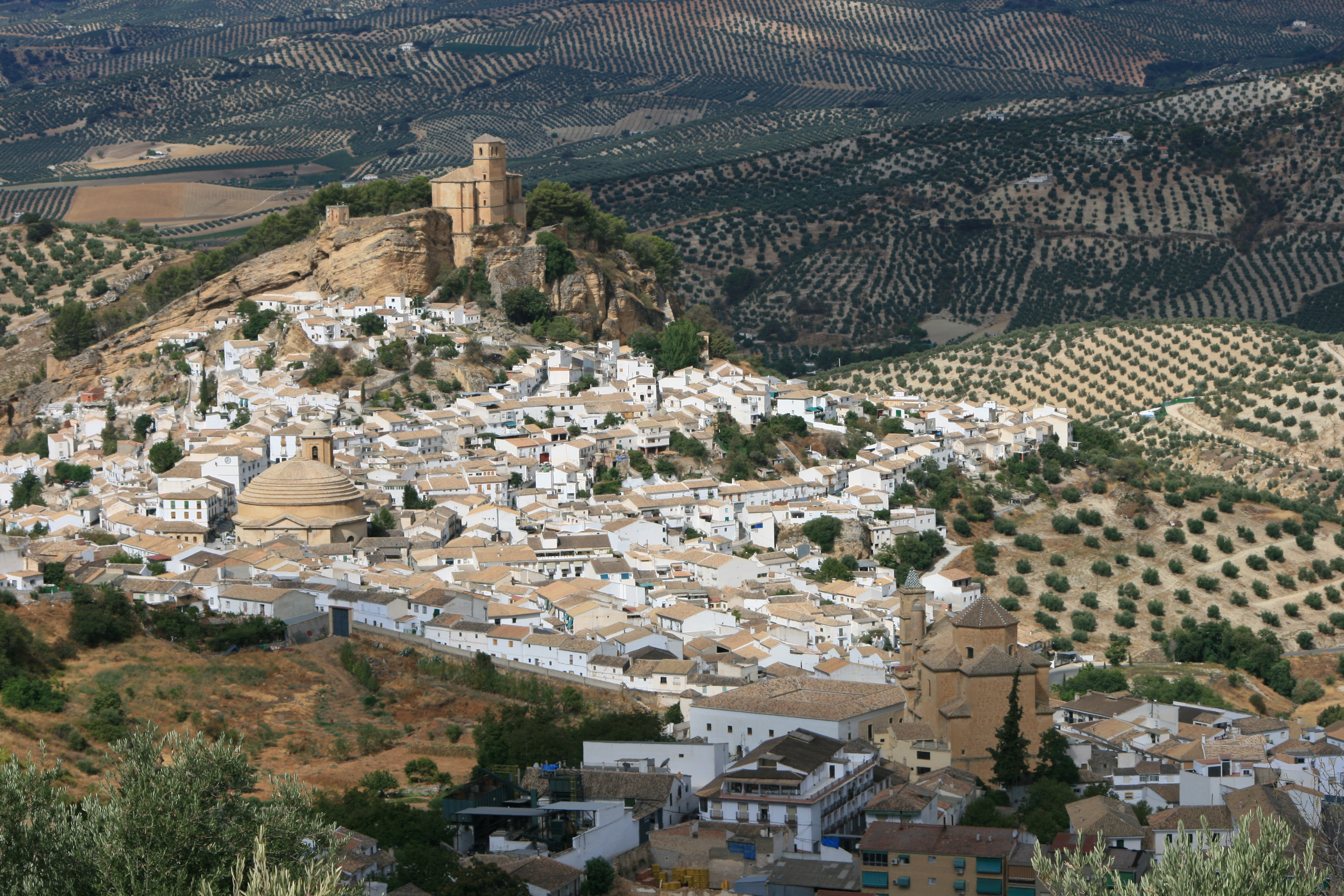
Olivos en Montefrío.

Poniente de Granada es una denominación de origen protegida (DOP) para los aceites de oliva vírgenes extra que, reuniendo las características definidas en su reglamento, hayan cumplido con todos los requisitos exigidos en el mismo. 

## Zona de producción

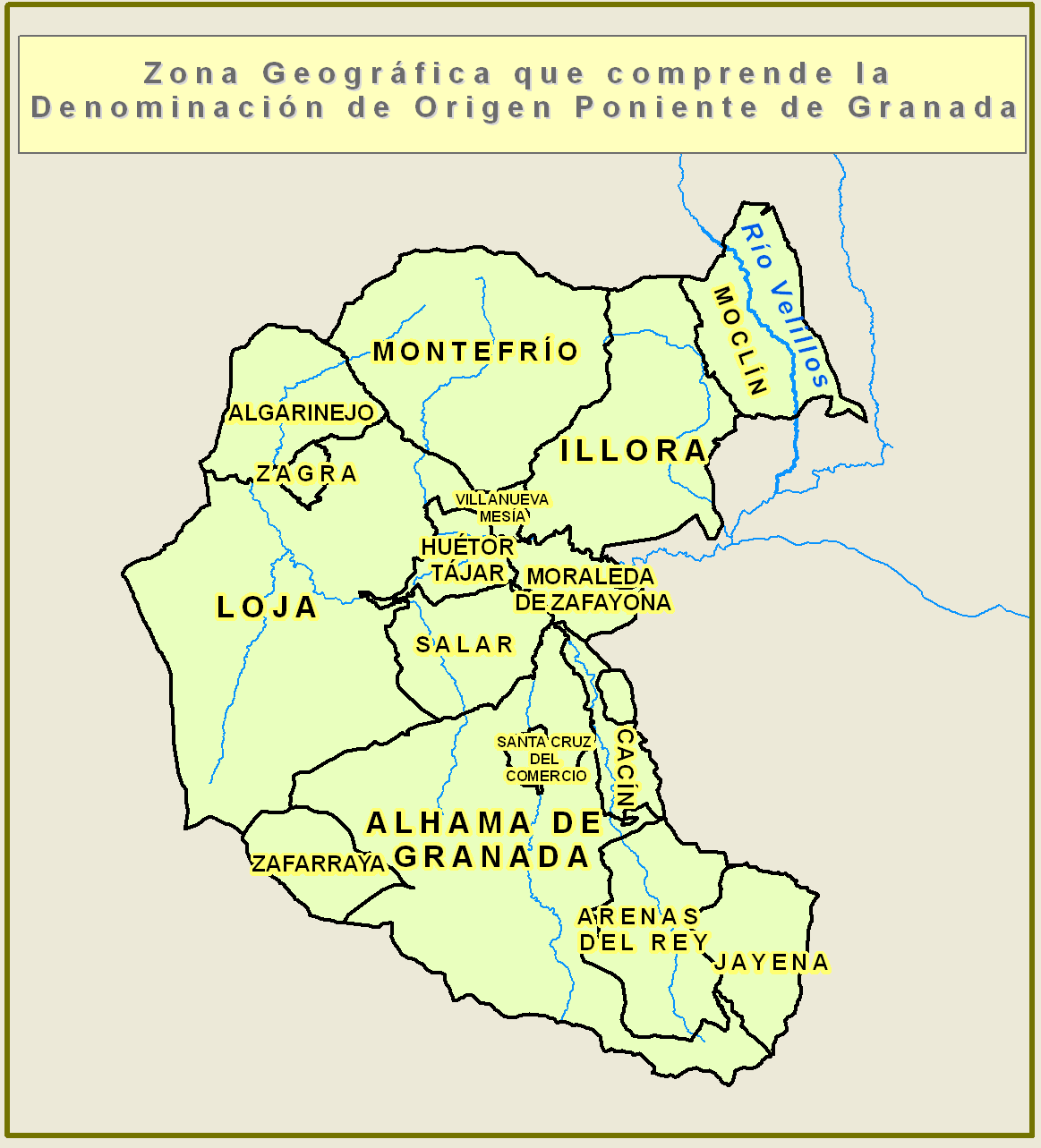
Municipios incluidos en la D.O. "Poniente de Granada".

La zona geográfica que comprende la Denominación de Origen Poniente de Granada está constituida por los terrenos ubicados en los términos municipales de Algarinejo, Alhama de Granada, Arenas del Rey, Cacín, Huétor Tájar, Íllora, Jayena, Loja, Montefrío, Moraleda de Zafayona, Salar, Santa Cruz del Comercio, Villanueva Mesía, Zafarraya, Zagra, y del término de Moclín la zona Occidental comprendida hasta el límite natural definido por el río Velillos, de la provincia de Granada.

## Variedades aptas
Para la elaboración de los aceites protegidos por la Denominación de Origen Poniente de Granada se emplean exclusivamente las siguientes variedades de aceituna: Hojiblanca, Picual (denominada también Marteña), Picudo, Lucio o Illoreño, Nevadillo de Alhama de Granada y Loaime. Se consideran autóctonas las siguientes variedades: Lucio o Illoreño, Nevadillo de Alhama de Granada y Loaime.